# Circuito Brasileiro de Voleibol de Praia Feminino Sub-17 de 2018
O Circuito Brasileiro de Voleibol de Praia Sub-17 de 2018, também chamado de Circuito Banco do Brasil de Vôlei de Praia Sub-17 foi a segunda edição da principal competição nacional de Vôlei de Praia na categoria Sub-17 na variante feminina, com apenas uma etapa realizada no período de 19 a 22 de abril de 2018.

## Resultados

### Circuito Sub-17
| Evento                                                     | Ouro                                | Prata                                   | Bronze                      | Quarto lugar              |
| Etapa Brasília, Distrito Federal 19 a 22 de abril de 2018. | Cecília Albuquerque Millena Santana | Luiza Alcofra "Lu" Maria Clara Natalizi | Rafaela Rocha Sophia Dantas | Júlia Luna Cindy da Silva |